# Anomospermum
Anisocycla, biljni rod u porodici Menispermaceae smješten u tribus Anomospermeae dio potporodice Menispermoideae. Raširen je po tropskoj Am erici. Sastoji se od 4 priznate vrste grmastih penjačica i lijana.
Rod je opisan u Annals and Magazine of Natural History, ser. 2 7: 36, 39. 1851.

## Vrste
1. Anomospermum andersonii Krukoff
2. Anomospermum chloranthum Diels
3. Anomospermum matogrossense Krukoff & Barneby
4. Anomospermum reticulatum (Mart.) Eichler